# Hengoed
Hengoed è un villaggio sul lato ovest della valle di Rhymney, nel distretto della contea di Caerphilly in Galles.
In base al censimento del 2011, la popolazione era di 5 548 persone.
Il nome significa "legno vecchio" in gallese e deriva da "Hengoed Hall", il nome di una grande casa della zona.